# Michelangelo Celesia
Michelangelo Celesia (né le 13 janvier 1814 à Palerme et mort le 14 avril 1904 à Palerme) est un cardinal italien de la fin du XIXe siècle et du début du XXe siècle. Il est membre de l'ordre des bénédictins.

## Biographie
Michelangelo Celesia est abbé du Mont-Cassin de 1850 et devient procurateur général de son ordre en 1858. Il est élu évêque de Patti en 1860 peu avant la chute des Bourbons et préfère, le seul parmi les évêques en Sicile, l'exil au serment au nouvel État.
Il est nommé archevêque de Palerme en 1871 où i prend des positions qui inquiètent les autorités : il contraint les prêtres libéraux à se dédire, lance une interdiction contre l'église de San Domenico transformé en Panthéon local, cherche à renforcer le parti clérical.
Le pape Léon XIII le crée cardinal lors du consistoire du  10 novembre 1884. Il ne participe pas au conclave de 1903, lors duquel Pie X est élu pape.

## Succession apostolique
Michelangelo Celesia a ordonné les évêques suivants :
- Évêque Domenico Turano (it) (1872)
- Cardinal Giuseppe Guarino (1872)
- Archevêque Benedetto Lavecchia Guarnieri (it), O.F.M.Obs. (1872)
- Évêque Antonino Morana (it) (1872)
- Évêque Giuseppe Maria Maragioglio (it), O.F.M.Cap. (1875)
- Évêque Giuseppe Masi (1878)
- Évêque Francesco Ragusa (it) (1879)
- Évêque Bernardo Cozzucli (it) (1881)
- Archevêque Gaetano d'Alessandro (it) (1884)
- Évêque Giacomo Daddi (1884)
- Évêque Ignazio Zuccaro (it) (1896)
- Évêque Gaspare Bova (1896)
- Archevêque Vincenzo Di Giovanni (it) (1897)
- Évêque Damaso Pio De Bono (it) (1898)
- Évêque Bartolomeo Lagumina (it) (1898)
- Évêque Nicola Maria Audino (it) (1898)